# ¡Soborno!
¡Soborno! est une bande dessinée espagnole illustrée par Francisco Ibáñez, appartenant à la franchise Mortadel et Filémon, éditée en 1977.

## Synopsis
La corruption règne dans la ville. Le coupable, Rodolfo Cobardino (Don Dandino dans l'épisode en VF) et sa bande, corrompt tout le monde pour arriver à ses fins. Mortadel et Filémon devront trouver des preuves pour le mettre en prison.

## Adaptation
La bande dessinée est adaptée intégralement dans l'épisode de la série télévisée homonyme sous le titre Bribes.

## Inspiration
Le début de la série d'animation, dans lequel un arbitre de football soudoyé triche incroyablement pour favoriser l'une des équipes, est utilisé à plusieurs reprises sur les forums pour échanger des insultes entre les fans de football. En outre, plusieurs vignettes de cette scène ont été copiées dans la série d'animation apocryphe El rayo transmutador.